# 승리의 손

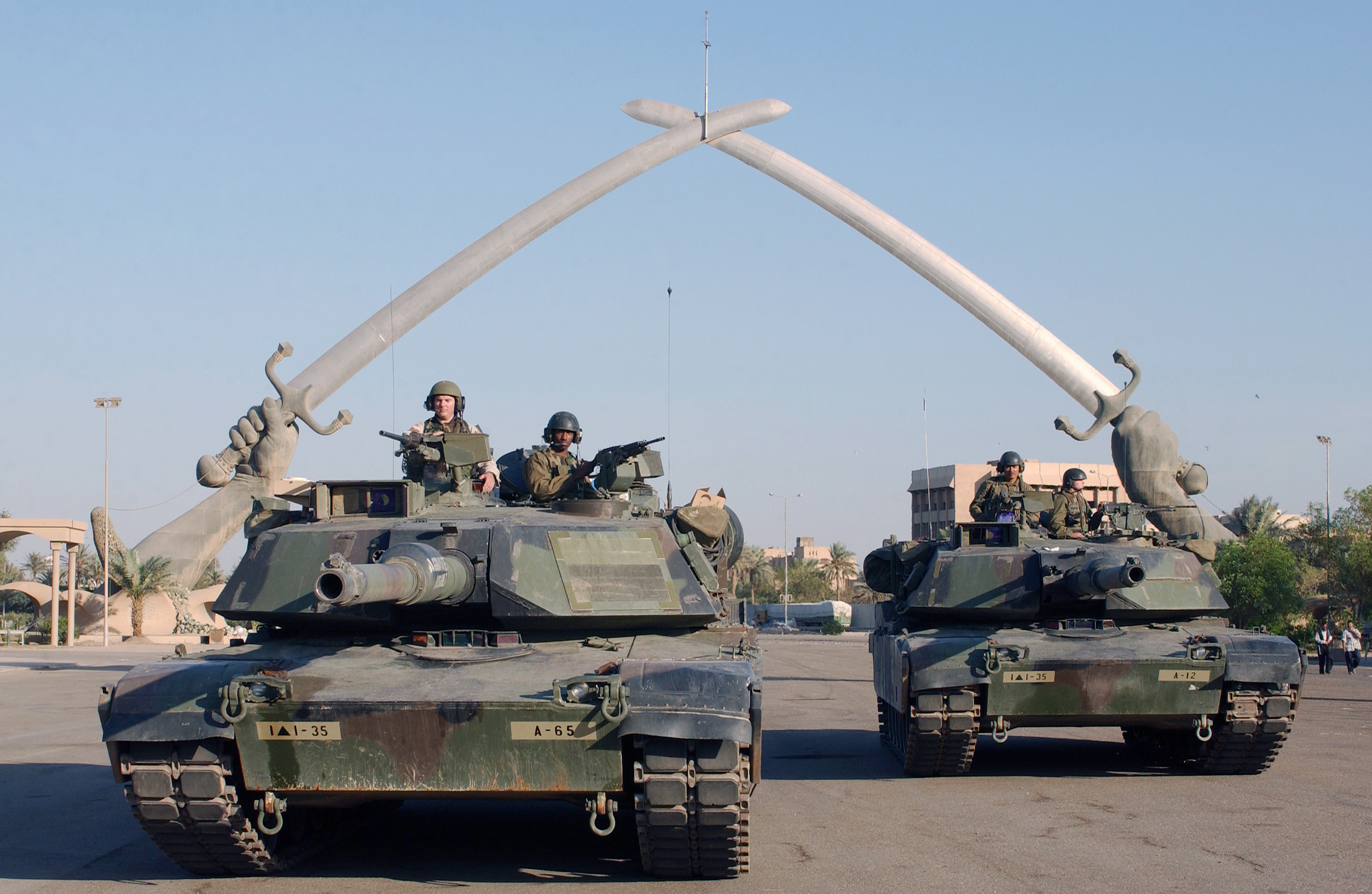
승리의 손을 통과하는 미군 탱크

승리의 손은 이라크 바그다드 중심부에 있는 개선문이다. 한 쌍의 손이 검을 쥐고 서로 교차되게 지어졌다. 이 건조물은 일반에 1989년 8월 9일에 공개되었다. 정식 이름은 카디시야의 검(the Swords of Qādisiyyah)인데, 636년에 아랍군이 사산조 페르시아군을 이긴 알카디시야 전투에서 그 이름을 따왔다.
이란-이라크 전쟁이 끝나기 2년 전인 1986년에 이라크 정부는 바그다드 중심부에 있는 자우라 공원에 축제 및 퍼레이드를 위한 광장을 조성하기 시작했는데, 승리의 손은 바로 이곳에 전시장, 퍼레이드를 위한 거대한 광장과 함께 지어졌다.